# Opsion pilosa
Opsion pilosa är en tvåvingeart som beskrevs av Bukowski 1934. Opsion pilosa ingår i släktet Opsion och familjen svampmyggor. Inga underarter finns listade i Catalogue of Life.